# آب‌انبار کوشمغان
آب‌انبار کوشمغان مربوط به دوره قاجار است و در سمنان، جنوب محله کوشمغان واقع شده و این اثر در تاریخ ۲۵ خرداد ۱۳۸۱ با شمارهٔ ثبت ۵۸۲۲ به‌عنوان یکی از آثار ملی ایران به ثبت رسیده‌است.